# Dajr Rafat
Dajr Rafat (hebr. דיר ראפאת) – wieś położona w samorządzie regionu Matte Jehuda, w Dystrykcie Jerozolimy, w Izraelu.
Leży w górach Judei.